# نوبو كيشي
نوبو كيشي هو سياسي ياباني، ولد في 1 أبريل 1959 في طوكيو في اليابان. نشط حزبياً في الحزب الليبرالي الديمقراطي الياباني. في الانتخابات العامة اليابانية 2017، انتخب عضو مجلس النواب الياباني ‏ عن دائرة Yamaguchi 2nd district ‏ وقد انضم خلال فترته النيابية ‏ (22 أكتوبر 2017 – ) للكتلة البرلمانية الحزب الليبرالي الديمقراطي الياباني وانتخب عضو مجلس النواب الياباني ‏ عن دائرة Yamaguchi 2nd district ‏ وقد انضم خلال فترته النيابية ‏ للكتلة البرلمانية الحزب الليبرالي الديمقراطي الياباني وانتخب عضو مجلس المستشارين ‏ ( – 4 ديسمبر 2012).

## وصلات خارجية
- الموقع الرسمي